# Llista de topònims catalans d'origen mossàrab
Els mossàrabs són els cristians que, sotmesos a la dominació musulmana, conserven la seva religió., però des del punt de vista lingüístic s'anomena també mossàrab la llengua romànica que empraven aquestes poblacions cristianes i també els muladís o indígenes renegats del cristianisme. Els autors àrabs anomenaren aquestes parles lisan al-'aǧam i, més concretament, 'aǧamīyya (llengua dels estrangers). L'heterogeneïtat cultural i lingüística existent a la península Ibèrica motivà que el llatí tengués evolucions i influències diferents, en conseqüència no va existir un mossàrab comú, sinó una forta diversitat dialectal, agreujada per la inexistència d'unes pautes culturals unificades.
Les poblacions andalusines de parla romànica es varen desenvolupar en un context diglòssic en el qual mai no escrivien la llengua que parlaven, en conseqüència els documents que hom pot disposar per a l'estudi de les diverses parles mossàrabs són escassos o inexistents. Per això l'estudi de la toponímia precatalana és d'una gran importància, tant a la Catalunya Nova, com a les Illes Balears i al País Valencià.

## El mossàrab de Catalunya
És probable que els mossàrabs lleidatans parlassin un llenguatge molt semblant al català dels conqueridors, però el romanç dels tortosins era més semblant al de valencians i balears, i tenia una major proximitat al mossàrab de Múrcia i Granada que no al de Toledo. Es pot dir que l'àrea on hi va haver presència d'aquestes parles romàniques precatalanes és la integrada per les comarques del Segrià, les Garrigues, Ribera d'Ebre, Baix Ebre, Terra Alta, Conca de Barberà, Alt Camp, Baix Camp, Alt Penedès i Baix Penedès.

## Topònims en desús
· Djarunda (Girona).
. Barsilúna (Barcelona).
· Bálaji (Balaguer).
· Tarrakuna (Tarragona).
· Turtuixa (Tortosa).
· Làrida (Lleida).

## Topònims vius
| - Alcampell. (Lleida). - Serra d'Almos. (Poble agregat a Tivissa). - Almoster. AL MONASTIR 'el monestir. - Alpicat. Coromines l'explica com un mossarabisme a partir del mot romànic pic, que en un plural arabitzat donaria picat 'els turons'. (poble de Lleida i partida d'Ivars de Noguera). - Amposta. IMPOSITA 'imposada'. - Barrancos. (Benissanet). - Botxo. (Garcia). - Cabrafeixet. CAPRIFICETUM. (Rasquera). - Canadello. Derivat de CANNA 'canya' (Ascó). - El Canós. Derivat de CANNA 'canya' (poble agregat a l'Aranyó, Segarra). - Cantagallo. Compost del verb cantar i gall, amb terminació mossàrab. (Cim damunt Cornudella). - Campo. (Benifallet). - Capafonts. CAPUT FONTIS 'cap de la font'. - Capatx. (Roquetes). - Caro. CARIUM 'quer, rocassa'. - La Mola de Catí. CATINUS 'conca, bací, gibrell, còssil'. (Roquetes). - Cepiello. (Vinebre). - Fanguitxer. (Vinebre). - Farrúbio. (Roquetes). - Focarillo. (Ascó). - Fornos. (Benissanet). | - Fotx. FOCEM 'congost'(Tivissa). - Freno. (Ascó). - Funxinxella. FONTICELLA O FONTANICELLA. (Barranc d'Ascó). - Illos. (Benissanet). - Juvara. (Tivissa). - Merlos. (Rasquera). - Mont-redon.(Tivissa). - Mont-redons.(Flix). - Munxelló.MONTICELLUS 'turonet'. (Vilanova d'Escornalbou). - Olmo.(Ascó). - Pàndols. PANDOS 'corbats'(Gandesa). - Petranca. (Benifallet) - Pinetes. (Vinaixa). - Roianos. (Un a Miravet i un altre a Mora). - Seco. SICCUS (Miravet). - Serra de Sevinar. (Rasquera). - Sotos. (Benissanet). - Coll de la Teixeta. (Entre Porrera i Alforja). - Tormo.(Almatret). - Torros.(Benifallet) - Vallimanya. VALLEM MAGNAM 'vall gran'. - Valliplana. (el Pinell). - Vimpeli. (Torregrossa). |